# Алчестер (Південна Дакота)
Алчестер (англ. Alcester) — місто (англ. city) в США, в окрузі Юніон штату Південна Дакота. Населення — 820 осіб (2020).

## Географія
Алчестер розташований за координатами 43°1′23″ пн. ш. 96°37′41″ зх. д. / 43.02306° пн. ш. 96.62806° зх. д. (43.023079, -96.628176).  За даними Бюро перепису населення США в 2010 році місто мало площу 0,86 км², уся площа — суходіл.

## Демографія
Згідно з переписом 2010 року, у місті мешкало 807 осіб у 352 домогосподарствах у складі 218 родин. Густота населення становила 942 особи/км².  Було 408 помешкань (476/км²).
Расовий склад населення:
| - 97,4 % — білих - 0,7 % — азіатів - 0,2 % — корінних американців - 0,1 % — чорних або афроамериканців |

До двох чи більше рас належало 1,2 %. Частка іспаномовних становила 1,5 % від усіх жителів.
За віковим діапазоном населення розподілялося таким чином: 21,8 % — особи молодші 18 років, 51,1 % — особи у віці 18—64 років, 27,1 % — особи у віці 65 років та старші. Медіана віку мешканця становила 48,8 року. На 100 осіб жіночої статі у місті припадало 91,7 чоловіків;  на 100 жінок у віці від 18 років та старших — 87,8 чоловіків також старших 18 років.
Середній дохід на одне домашнє господарство  становив 51 824 долари США (медіана — 41 350), а середній дохід на одну сім'ю — 61 757 доларів (медіана — 52 500). Медіана доходів становила 41 250 доларів для чоловіків та 30 313 долари для жінок. За межею бідності перебувало 5,4 % осіб, у тому числі 2,9 % дітей у віці до 18 років та 2,0 % осіб у віці 65 років та старших.
Цивільне працевлаштоване населення становило 368 осіб. Основні галузі зайнятості: освіта, охорона здоров'я та соціальна допомога — 25,5 %, виробництво — 23,9 %, роздрібна торгівля — 12,2 %, фінанси, страхування та нерухомість — 8,4 %.